# Cristina Civale
Cristina Civale (Buenos Aires, 1960) es una escritora, periodista, editora, guionista, directora de cortometrajes y gestora cultural  y activista feminista argentina.

## Trayectoria
Es Licenciada en Comunicación por el Círculo de la Prensa de Buenos Aires(1981) y Licenciada en Letras por la Universidad de Buenos Aires (1985).
Cursó estudios cinematográficos en la Escuela de Cine de Avellaneda (1985-86) y en la Escuela de Cine de San Antonio de los Baños, Cuba.(1986-88)
Dirigió los siguientes cortometrajes:
- Un hombre en el pasillo, (Premio Coca Cola en las Artes y en las ciencias, 1987);
- Mucho macho,
- Todos los hombres son mortales,
- Yo no soy una cualquiera,
- Indulto no!,

Participó en los equipos de guionistas de las series televisivas De poeta y de loco y Laura y Zoe. Fue coguionista junto a Graciela Maglie del largometraje Un argentino en Nueva York, dirigido por Juan José Jusid. En España, formó parte del equipo de guionistas de la productora Morena Films de Madrid.
Fue cocreadora y productora de la serie de televisión Desde adentro emitida por Canal 13 de Buenos Aires y ganadora de tres Martín Fierro, uno a la mejor serie.
Participó de las redacciones, entre otras, de El Periodista, Gente, Diario Perfil, Página 12, tres puntos, Elle -también en sus versiones de España e Italia-, El País de España y Il Manifesto de Italia.
Desde 2010 es  editora general de Gazpacho (revista), la revista cultural del Centro Cultural de España en Buenos Aires.
Durante 2011 fue columnista de Asterisco, el suplemento cultural de la revista Veintitrés y del periódico Miradas al sur, donde publicó su columna La forastera, centrada en la divulgación de las artes visuales contemporáneas.
Escribe para el suplemento cultural del diario Clarín, Ñ y para la sección de cultura y sociedad del diario porteño Z,  el suplemento Las 12 del diario Página 12, centrando en ambos sus preocupaciones sobre las artes visuales contemporáneas.
En 2017 la Fundación Konex la premió con un Diploma al Mérito como una de las 5 mejores periodistas de Artes Visuales de la última década en Argentina.

## Obras
- Chica fácil. Espasa Calpe, Buenos Aires 1995
- Hijos de mala madre. Editorial Sudamericana, Buenos Aires, 1993 240 pp. 1993 ISBN 9500709066
- Perra virtual Editorial Planeta, Buenos Aires. 153 pp. 1998 ISBN 9507312048
- "Cuentos Alcohólicos"', Milena Caserola. Buenos Aires, 2009
- El Hombre de Mi Vida Seras Tú. Vol. 461 de Jet (Barcelona). Ed. Random House Mondadori. 141 pp. 2002. ISBN 8484509117
- Esclavos: informe urgente sobre la inmigración en España. Ed. Random House Mondadori. 158 pp. 2004. ISBN 9500725061
- Adiós América. Colección Cruz del sur. Ed. Emecé. 230 pp. 2005. ISBN 9500426749
- "Niños. Lejos de Disneylandia". 240 pp. 2006 ISBN 9504915590
- Industria argentina: arte contemporáneo en construcción. Con Kenia Mihura, y Marina Reynal. Ed. Civale + Maravillarte. 127 pp. 2007
- Crónicas desde la frontera: viajes al mundo trans. Vol. 17 de Colección Historia urgente. Ed. Marea. 191 pp. 2008. ISBN 9871307152
- "Las mil y una noches, una historia de la noche porteña". Editorial Marea. Buenos Aires, 2011
- "Microfelicidad y otros relatos", Editorial Milena Caserola, 2013
- "Las tipas", novela. Editorial Milena Caserola, 2014.
- "Una historia familiar", novela. Editorial Milena Caserola, 2016
- "Hijos de mala madre" edición 25 aniversario. Edit. milena caserola, 2017
- "La última Navidad", editorial milena caserola, 2018, compiladora y autora.
- "El arte en tetas. Mujeres artistas que cambiaron la historia del arte", ensayos periodístico, editorial milena caserola, 2019
- "Los crímenes posibles", novela, editorial milena caserola. Mayo 2022
- "Los días felices", poemas con fotografías de Andrea Guedella, editorial milena caserola, junio 2023
- "Poemas póstumos". ed.milena caserola, otoño 2024
- "Los días después", poemas, ed, milena caserola, otoño 2025